# ピリトゥン湖
ピリトゥン湖、弁連沼（べれんとう）は、樺太サハリン州北部にある湖。周辺には油田が存在しており、かつてはネフチェゴルスクが湖西に存在していた。

## 地理
周辺には広大な自然が広がっており、沼地も多く存在する。
周辺の地名はロシア語など現在使われている地名ではピルトン、岡本監輔が記した窮北日誌では周辺の地名を弁連戸（べれんと）、大日本地名辞書続編では辨連沼（ベレントウ）、清代に作成された地図には披倫兎（ビレント）と表記されていた。